# Bloedbad in Abu Dhabi
Bloedbad in Abu Dhabi is een spionageroman van auteur Gérard de Villiers en is het 59e deel uit de S.A.S.-reeks met als protagonist de Oostenrijkse prins en freelance CIA-agent Malko Linge.

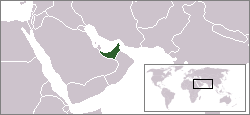
De ligging van de Verenigde Arabische Emiraten in het Midden-Oosten.

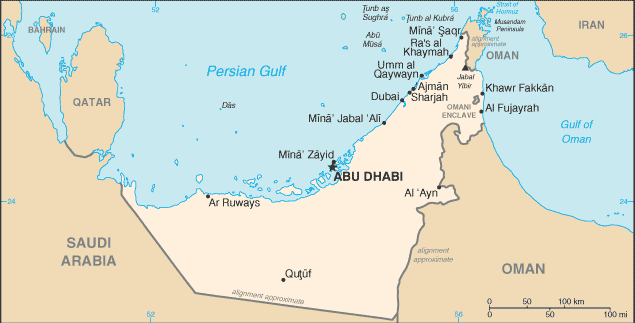
De ligging van Abu Dhabi in de Verenigde Arabische Emiraten.

## Het verhaal
Twee vrouwelijke geheim agenten van de Britse geheime dienst MI-5 worden dood aangetroffen langs de kant van de weg in Abu Dhabi. De lichamen van de vrouwen zijn ernstig verminkt door steniging en het lijkt een rituele moord begaan door religieuze extremisten. De twee zouden toetreden tot de harem van de onverzadigbare en op seksbeluste sjeik Abu Dhabien Khalid Bin Rashid met als doel te achterhalen welke snode plannen deze beraamd.
MI-5 schakelt de hulp van de CIA in en deze zendt Malko, vergezeld door Chris Jones en Milton Brabeck, naar Abu Dhabi.
Het is voor Malko niet eenvoudig contact te leggen met de sjeik in de gesloten Arabische wereld maar gelukkig biedt Mandy Brown uitkomst en doet haar bijnaam "Mandy de slet" alle eer aan.

## Personages
- Malko Linge, een Oostenrijkse prins en CIA-agent;
- Mandy Brown, een overzadigbare mannenverslindster met de bijnaam "Mandy de slet";
- Sjeik Abu Dhabien Khalid Bin Rashid, een seksbeluste sjeik uit Abu Dhabi;
- Chris Jones, een CIA-agent en collega van Brabeck;
- Milton Brabeck, een CIA-agent en collega van Jones.